# Восстание иссык-кульских киргизов
Восстание иссык-кульских киргизов — освободительное движение, охватившее территорию северного Кыргызстана в середине XIX века. Восстание стало реакцией на усиливающееся гнёту кокандской власти, усиление налогового давления и вмешательство во внутренние дела кыргызских племён.

## Предыстория
С конца 1830-х годов за независимость поднимаются кыргызские племена, населявшие район, прилегающий к Бишкекскому чебе. К ним присоеденяется часть казахов из Старшего жуза, и новая волна народного движения начинает распространяться на общирную территорию. Поводом для этого стал высокомерное отношение сборщика налогов к народу и нарастающемуся угнетению. Более того, гнев народа вызывало и то, что его всегда сопровождали 300 сарбазов, которые грабили и разоряли население. Восставшие против хана, разбивают кокандские войска и убивают самого сборщика налогов. Наказательный отряд под командованием кушбегов из Ташкента, подавляют воостания только после двух крупных походов.

## Ход восстания
В 1840-х годах движение кыргызов за независимость вновь набирает силу и охватывает обширные территории как на севере, так и на юге Кыргызстана. В это время андижанские кыргызы берут инициативу в свои руки в свои руки в самом Коканде, непосредственно влияя на судьбу ханов в Кокандском ханстве. В то же время северные кыргызы, не упуская удобного момента, решительно приступают к созданию собственного ханства. Этому способствовали события в Коканде с апреля по май 1842 года, а также смерть Мадали-хана, создавшая благоприятные условия.
После начала бурных событий в Коканде, северо-кыргызские манапы, хорошо осведомлённые о тяжелом положении в ханской столице, приступили к решительным действиям по созданию своего собственного государства и окончательному разрыву с кокандскими ханами. Из-за частой смены власти и постоянных междоусобиц, занятые внутренней борьбой кокандские вельможи не смогли подавить восстание.
Летом 1842 на западе Иссык-Куля в местности Орто-Токой состоялся курултай в котором участвовали присутствовали манапы и бии таких родов как бугу, сарыбагыш, саяк, солто, саруу, кушчу, черик и другие. После чего было принято решение о создании самостоятельного государства, после чего Ормон был провозглашен ханом.
Кыргызские племена временно установив согласие, племенные вожди северных кыргызов во главе с Ормон-ханом выступили в борьбу с целью ликвидации кокандского господства в регионе. По этому поводу пишет рапорт генерал-губернатора Западной Сибири: 
С 1842 года, после умерщвления бухарцами Мухаммад Алихана Кокандского и возникших беспорядков в Коканде, значительная часть кара-киргизов. Свергнули с себя его иго и, разорив... крепосцы, начали с тех пор действовать самостоятельно.
Вновь провозглашенный правитель северных кыргызов Ормон-хан не остался на стороне этих событий. Об этом свидетельствуют и то, что его войска незамедлительно разгромили кокандские укрепления в Кетмалды и Куртке.
Из-за постоянных восстаний в приграничных районах страны и беспорядков в столице, из крупных крупных городов и крепостей внутри государства не могли направлены новые военные подразделения на подмогу. Особенно это касалось укреплений Каракол, Барскоон, Балыкчы, Конур-Олён в районе Иссык-Куля, тогда в каждом из них находились маленькие отряды в 40-60 солдат.
Вскоре кыргызские повстанцы полностью изгнали кокандские войска и сборщиков налога с Иссык-Кульской долины и разрушили кокандские укрепления. В результате власть Кокандского ханства в регионе была полностью ликвидирована, и в течение нескольких лет кыргызы были освобождены от ханского владычества. В том же году местное население в Сары-Озоне и Чу, а также кыргызы Внутреннего Тянь-Шаня отказались подчиняться Коканду и временно обрели независимость.

### Энциклопедии
- Эмил Асанов. Кыргыз тарыхы. Кыскача энциклопедия. — Бишкек: Энциклопедиялык окуу куралы, 2003. — 284 с.

### Статьи
- Жоомарт Сулайманов. Киргизские племена в XIX веке: между Россией и Кокандским ханством // Центральная Азия на перекрестке европейских и азиатских политических интересов: XVIII–XIX веках : сб. — Ош: ОшГУ, 2019. — С. 64—78.
- Токторбек Омурбеков. Роль и место выдающихся личностей в истории Кыргызстана XIX века : сб. — Бишкек: Институт истории НАН КР, 2004. — С. 2255—2268.

### Книги
- Бекболсун Борубашев. История государства и права Кыргызской Республики. — Бишкек: КРСУ, 2015. — 358 с.
- Владимир Плоских. Киргизы и Кокандское ханство. — Бишкек: Издательство «Илим», 1977. — 365 с.
- Владимир Наливкин. Краткая история Кокандского ханства. — Казань, 1886. — 215 с.
- Хайдарбек Бабабеков. Народные движения в Кокандском ханстве и их социально-экономические и политические предпосылки: XVIII-XIX вв.. — Ташкент: Изд-во «Фан» Узбекской ССР, 1990. — 116 с. — ISBN 978-5-648-00411-5.
- Токторбек Өмүрбеков, Майрам Асипбаева. Кыргыз тарыхы: калмак, казак, кокон хандарынын кастыгы. Азаттын наркы. — Бишкек: КНУ, 2015. — 252 с. — ISBN 978-9967-12-534-6.